# Ana Acosta
Ana Acosta (ur. 4 lipca 1961) – argentyńska aktorka komediowa, znana głównie jako Beatriz Uribe z serialu "Jesteś moim życiem".

## Seriale / telenowele
- 2006 "Jesteś moim życiem" jako Beatriz Simpson de Uribe
- 2006 "Chiquititas sin fin"
- 1998 "Rompeportones"
- 1998 "La Herencia del Tío Pepe" jako Lili
- 1997 "Archivo negro"
- 1996 "Como pan caliente"
- 1994 "La Piñata"
- 1993 "El Caso María Soledad"
- 1989 "Peor es nada"